# Lums
Lums (známé také jako Lums: The Game of Light and Shadows) je nezávislá akční videohra, kterou vytvořilo pražské studio Hyperbolic Magnetism. Hra vyšla v roce 2013 pro iOS.
Hra získala cenu Česká hra roku 2013 v kategorii Umělecký přínos české herní tvorbě a zároveň byla nominována na nejlepší českou hru roku 2013 v soutěži Booom.

## Příběh
Planeta, na níž žijí světlušky, byla napadena upíry, kteří se ukrývají ve stínech. Hráč jim musí čelit a dostat je z jejich úkrytů na světlo, což je zabije.

## Hratelnost
Hra nabízí hratelnost podobnou Angry Birds. Zde hrají velkou roli stíny a světlo. Úkolem hráče je, pomocí světlušek, dostat upíry ze stínu na světlo. Rozdíl oproti Angry Birds je, že po vystřelení světlušky ovládá hráč její pohyb, dokud nenarazí do nějaké pevné překážky. K zabití upírů je možné využít i nukleární bombu. Ta zničí vše na mapě, kromě hvězdiček, a hráč má k dispozici pouze jednu. Další lze získat jen ohodnocením hry, či koupí za skutečné peníze. V každém levelu lze získat až 3 hvězdičky. Ty jsou potřeba k otevření dalších levelů. Hra nabízí 48 úrovní a 5 druhů světlušek.

## Vývoj
Hra byla ve vývoji dva roky. Dělali na ní dva lidé – Vladimír Hrinčár a Ján Ilavský. Název Lums vychází z latinského luminos (světlo) a Lums zde představují světlušky. V průběhu vývoje vydali ještě několik menších her. Hra nakonec vyšla v červenci 2013. Byla podporována Applem, který ji prezentoval na stránkách App Store. V roce 2014 měla vyjít verze pro Android, k jejímu vydání však nedošlo.

## Přijetí
| Agregátor  | Skóre  |
| ---------- | ------ |
| Metacritic | 80/100 |

| Udělil        | Skóre |
| ------------- | ----- |
| Pocket Gamer  | [ 6 ] |
| TouchArcade   | [ 2 ] |
| National Post | 7/10  |

Hra byla kladně přijata recenzenty; průměr hodnocení na Metacritic je 80 %. Stáhlo si ji placeně 13 000 lidí a dalších 130 000 lidí bezplatně.